# Жанатас
Жанатас (ранее Джанатас) (каз. Жаңатас) — город в Казахстане, административный центр Сарысуского района Жамбылской области. До 1969 года — посёлок Джанатас. Возник в 1964 году в связи с началом добычи фосфоритов в Каратауском фосфоритоносном бассейне
Жанатас является административным центром Сарысуйского района Жамбылской области Республики Казахстан. По переписи 2018 года в городе проживает 23 307 человек. Конечная станция железнодорожной ветки Тараз — Жанатас.
После распада СССР город пришёл в запустение, но с 2012 года с приходом новых инвесторов, город получил вторую жизнь, заметно поправил свой внешний вид, избавившись от домов-призраков и наведя порядок на улицах.
Жанатас в культуре
Основные события книги «Трое из Жана-Парижа» (Астрель-СПб, 2025г.) казахстанской писательницы Айгуль Клиновской происходят в городе Жанатас.

## Экономика
«В комплексный план развития Жанатаса на 2012—2017 годы внесены два „якорных“ проекта. Это асфальто-бетонный завод ТОО „Тараз-көлік-жолы“, который будет выпускать 50 тыс. кубометров продукции в год и создаст 50 постоянных рабочих мест „Тараз-көлік-жолы“. А также завод по переработке пищевой соли ТОО „Асыл туз компаниясы“, объем инвестиций 444 млн тенге, объем выпускаемой продукции — более 50 тонн пищевой соли в год, количество создаваемых постоянных рабочих мест 75». К 2019 году оба предприятия уже запущены.
В городе организовано производство бескаркасной мебели и гидродвигателей. Также здесь работают сталеплавильный цех ТОО «Металлургический комбинат «Жанатас», который выпускает металлопрокат, и цементный завод ТОО «Жамбылская цементная компания».

## Население
На начало 2019 года, население города составило 22 364 человека (11 056 мужчин и 11 308 женщин).

## Промышленность

### Фосфориты
С приходом Российской компании производителя минеральных удобрений «Еврохим» начал реализоваться крупный инвестиционный проект «Строительство завода по выпуску минеральных удобрений и разработке месторождений фосфоритового бассейна Каратау в Республике Казахстан».
В Жанатасе начали добычу фосфоритовой руды на месторождении Кок-Джон, расположенном на юге Казахстана. Планируемые объемы производства: 640 тыс. тонн фосфоритной муки в год. Разработку месторождения фосфоритов осуществляет ТОО «Еврохим-Удобрения».
В компании отмечают, что к 2016 году по итогам ввода объектов горнорудного комплекса планируется достигнуть ежегодного объёма производства в 650 тысяч тонн руды. «В перспективе „Еврохим“ планирует достичь ежегодного объёма производства в 1,5 миллиона тонн, что связано с планами компании по строительству в регионе комплекса по производству минеральных удобрений».
Инвестиции с начала реализации проекта составили уже около 75 миллионов долларов, в том числе производились вложения в инфраструктуру самого города. Как сообщал холдинг ранее, общие инвестиции в освоение фосфоритных месторождений бассейна Каратау в Казахстане могут составить в ближайшие годы около 2 миллиардов долларов.

### Ветроэнергетика
В 2019 году началось строительство крупнейшей в Центральной Азии Жанатасской ветряной электростанции. Общий объем инвестиций составил 160 млн долларов. Этот проект инвестируется и строится китайской корпорацией China Power International Holding Limited. Планируется построить 40 ветряных турбин с мощностью в 2,5 мВт, после введения в эксплуатацию ветряная электростанция ежегодно будет производить до 350 млн кВт/ч электроэнергии. Будущая электростанция на возобновляемых ресурсах будет обеспечивать потребности в электроэнергии практически всей Жамбылской области. В 2021 году Жанатасская ВЭС была введена в эксплуатацию, мощность станции составила 100МВт.